# Aleiodes rugulosus
Aleiodes rugulosus är en stekelart som först beskrevs av Christian Gottfried Daniel Nees von Esenbeck 1811.  Aleiodes rugulosus ingår i släktet Aleiodes och familjen bracksteklar. Arten är reproducerande i Sverige. Utöver nominatformen finns också underarten A. r. pictus.